# Anambeúna
O anambeúna (Querula purpurata) é um anambé comumente encontrado em mata alta da Amazônia. A espécie chega a medir até 27 cm de comprimento, com coloração negra, asas e caudas muito longas; o macho possui a garganta vermelha. Também é conhecido pelos nomes de anambé-preto, anambé-una e mãe-de-tucano.